# Prezydenci Osetii Południowej

## Lista chronologiczna

### Przewodniczący Rady Najwyższej (1991–1994)
| Osoba | Osoba                        | Kadencja             | Kadencja          | Partia polityczna |
| #     | Imię i nazwisko              | Od                   | Do                | Partia polityczna |
| ----- | ---------------------------- | -------------------- | ----------------- | ----------------- |
| 1     | Torez Kulumbegow (1938–2006) | 10 października 1990 | 4 maja 1991       | bezpartyjny       |
| 2     | Znaur Gassijew (1925–2016)   | 4 maja 1991          | 9 września 1992   | bezpartyjny       |
| (1)   | Torez Kulumbegow (1938–2006) | 9 września 1992      | 17 września 1993  | bezpartyjny       |
| 3     | Ludwig Czibirow (1932–)      | 17 września 1993     | 27 listopada 1996 | bezpartyjny       |

### Prezydent (1994-)
| Osoba | Osoba   | Osoba                                  | Kadencja          | Kadencja         | Partia polityczna  |
| #     | Portret | Imię i nazwisko                        | Od                | Do               | Partia polityczna  |
| ----- | ------- | -------------------------------------- | ----------------- | ---------------- | ------------------ |
| 1     |         | Ludwig Czibirow (1932–)                | 27 listopada 1996 | 18 grudnia 2001  | bezpartyjny        |
| 2     |         | Eduard Kokojty (1964–)                 | 18 grudnia 2001   | 10 grudnia 2011  | Jedność            |
| —     |         | Wadim Browcew (1969–2024) (tymczasowo) | 11 grudnia 2011   | 19 kwietnia 2012 | Jedność            |
| 3     |         | Leonid Tibiłow (1951–)                 | 19 kwietnia 2012  | 21 kwietnia 2017 | bezpartyjny        |
| 4     |         | Anatolij Bibiłow (1970–)               | 21 kwietnia 2017  | 24 maja 2022     | Zjednoczona Osetia |
| 5     |         | Alan Gaglojew (1981–)                  | 24 maja 2022      |                  | Nichas             |

## Rząd progruziński
| Prezydent                     |                           |                |              |
| 1                             | Dimitri Sanakojew (1969–) | 1 grudnia 2006 | 10 maja 2007 |
| Tymczasowy Szef Administracji |                           |                |              |
| (1)                           | Dimitri Sanakojew (1969–) | 10 maja 2007   |              |